# Yves Derrien
Yves Derrien est un homme politique français né le 28 décembre 1741 à Brest (Finistère) et mort à une date inconnue.

## Biographie
Imprimeur, administrateur du district de Rostrenen, il est député des Côtes-du-Nord de 1791 à 1792, siégeant dans la majorité. Il est nommé conseiller de préfecture à Quimper en 1800.

## Sources
- « Yves Derrien », dans Adolphe Robert et Gaston Cougny, Dictionnaire des parlementaires français, Edgar Bourloton, 1889-1891 [détail de l’édition]